# Principauté d'Utrecht
1024–1581
Entités précédentes :
- Frise occidentale

Entités suivantes :
- Provinces-Unies

La principauté d'Utrecht ou principauté épiscopale d'Utrecht (en néerlandais : Sticht Utrecht) est un État du Saint-Empire romain germanique sur lequel, de 1024 à 1528, règnent les évêques d'Utrecht, seigneurs temporels de la principauté bénéficiant de l'immédiateté impériale (Hochstift). 
Le diocèse d'Utrecht, fondé en 695, suffragant de l'archidiocèse de Cologne jusqu'en 1561, a pour siège la cathédrale Saint-Martin d'Utrecht. Les frontières de la principauté (entité politique définie dans le cadre impérial) et du diocèse (entité religieuse dans le cadre de l'Église catholique) ne coïncident pas nécessairement. 
Le dernier prince-évêque d'Utrecht cède en 1528 son pouvoir temporel à Charles Quint, empereur depuis 1520, et surtout possesseur en tant que descendant des ducs de Bourgogne d'une quinzaine de fiefs des Pays-Bas. En 1543, il constitue l'entité dite des Dix-Sept Provinces, dont hérite en 1555 son fils Philippe, roi d'Espagne à partir de 1556 sous le nom de Philippe II. 
Dans cet ensemble, la « principauté épiscopale d'Utrecht » devient simplement la « seigneurie d'Utrecht ». Mais, en 1561, dans le cadre de la réforme des diocèses des Pays-Bas, Utrecht en devient un des trois sièges archiépiscopaux, aux côtés de Cambrai et de Malines (siège primatial). 

## Histoire
Au haut Moyen Âge, Utrecht est compris dans la Frise occidentale, plus précisément dans le pagus d'Instarlaka (situé sur les deux rives et à l'ouest du Vecht). Sous Otton Ier, le fief de Lake et Isla (situé entre le Lek et l'IJssel) fut confisqué et remis à l'église d'Utrecht. Il est probable que l'évêque Baldéric (918-977) obtint l'immunité complète et fut substitué aux comtes laïques dans le pagus d’Instarlaka. Ansfrid (995-1010) put y ajouter les domaines qu'Otton III lui avait assuré dans le comté de Frise et dans le Masalant inférieur, ainsi que des droits régaliens à Medemblik.
À partir de Henri II, la politique royale dans la région favorisa de plus en plus des évêques d'Utrecht, ce qui amena un conflit entre ceux-ci et le comte de Frise occidentale. Le comte Thierry III bâtit sur la Merwede la forteresse de Dordrecht, qui nuisait à la fois au prélat et aux marchands de Tiel. Mais la campagne qu'entreprit en 1018 le duc Godefroid, accompagné de Baldéric II de Liège et des évêques de Cologne et d'Utrecht, pour châtier le comte, n'aboutit qu'à un insuccès ; l'armée royale fut défaite le 29 juillet dans la forêt de la Merwede, près de Flardingue.
L'évêque Adelbold dut s'accommoder de son voisin gênant ; il se réconcilia avec lui ; personne d'autre en effet n'était en mesure de protéger le pays s'il surgissait quelque ennemi redoutable, et le rôle du comte de Frise occidentale est ainsi nettement défini.
À la mort de Godefroy de Basse-Lotharingie (1023), Henri II concéda le comitatus de Drenthe à l'évêque d'Utrecht, et le 26 juillet 1025 Conrad II le lui confirma : le comte épiscopal était alors Temmo.
Gothelon Ier, fils de Godefroid, qui avait commencé par faire opposition au nouveau roi, se soumit à la Noël de 1025, et il réussit alors à récupérer la Drenthe ; il la transmit même à son fils Gothelon II ; car en 1046, Henri III déclare que ce comté lui est revenu par le décès du duc, et de nouveau il en dispose en faveur de l'évêque d'Utrecht, à laquelle Henri IV le confirma.
Conrad II attribua à l'église d'Utrecht un comitatus dans le Teisterbant, ce qui fut confirmé en 1057 par Henri IV.
En 1042, Henri III abandonne le comitatus Agridiocensis sive Umbalaha à Utrecht.
En 1046, Henri III attribua le nord du Hamalant à l'église d'Utrecht. Les limites de ce comitatus seraient : sur la rive gauche de l'IJssel, une ligne passant de Leuvenheim par Eerbeek vers Gorssel (rive droite) et sur cette rive droite une zone difficile à préciser. Le but était d'assurer à l'évêché la libre navigation sur l'IJssel.
Entre-temps, l'église d'Utrecht avait acquis le pagus de Germepi (entre l'IJssel et le Vieux Rhin) et l'avait donné en fief au comte Unroch, puis à Godezo et à Theodericus, mais Thierry IV s'était emparé de ce pagus. En 1046, Henri III avait obligé le comte à abandonner sa conquête ; mais l'année suivante la lutte entre l'empereur et le comte de Frise occidentale avait recommencé avec une ardeur nouvelle et au cours des hostilités Thierry IV aura pu se remettre en possession du territoire contesté ; seulement les trois évêque d'Utrecht, de Liège et de Metz conjurèrent sa perte par des moyens plus sûrs que la bataille franche : il l'attirèrent dans un piège, et le comte fut massacré le 14 janvier 1049. Son frère Florent lui succéda en Frise occidentale, mais il fut à son tour assassiné en 1061. Les évêques d'Utrecht purent alors fêter leur triomphe.
Il fut consacré par les deux diplômes royaux dressés à Kaiserswerth au milieu d'une cour nombreuse de fidèles et datés du 30 avril et du 2 mai 1064. Par le premier, Henri IV transporte à l'évêché l'ensemble de la Frise occidentale depuis les embouchures du Rhin jusqu'à la pointe de la Hollande septentrionale ; par le second, il restitue les biens qui avaient été injustement enlevés du temps du roi Henri II par Thierry III et conservés par ses fils Thierry IV et Florent ; il y ajoute le comitatus in Hollant et de plus le bénéfice du Germepi.
Toutefois Gertrude, veuve de Florent, s'était remariée avec Robert le Frison et celui-ci défendait énergiquement les droits de son beau-fils, Thierry V. Pour assurer à l'évêque la possession effective des territoires que l'empereur lui avait concédés, il fallut l'intervention de Godefroid le Bossu. Le duc de Basse-Lotharingie eut soin d'ailleurs de se faire investir personnellement par l'évêque des comtés dont il lui procurait la suzeraineté. Godefroid fonda Delft, et c'est aux environs de Dordrecht qu'il fut traîtreusement assassiné dans les derniers jours de février 1076. Cette catastrophe permit à Thierry V de se remettre en possession des territoires que son père avait occupés.
En 1077, Henri IV remis à l'église d'Utrecht le sud du Westergo ; en 1086, il enleva à Egbert III le reste du Westergo, l'Ostergo et le Salland, qu'il transporta également à l'évêque ; la sentence fut confirmée en 1089 ; mais Henri V restitua la marche frisonne (1101) à Henri le Gros, de Nordheim, époux de Gertrude, sœur d'Egbert III ; ce comte Henri fut mis à mort par les hommes d'armes de l'évêque Burchard ; son territoire paraît avoir été remis en 1107 à Henri de Zutphen, rendu à Godebald d'Utrecht (vers 1123), transporté par Lothaire de Supplinbourg en 1126 à la veuve de Florent II de Hollande, Pétronille, tutrice de Thierry IV.
L'ensemble des possessions de l'évêque, dans la première moitié du XIIe siècle, formait deux groupes : l'un sur le Rhin et le Vecht, aux alentours de la cité épiscopale, l'autre plus étendu, mais moins riche, à l'est du Zuiderzee, depuis l'IJssel jusqu'à la Frise proprement dite (Drenthe, Salland, Twente, avec Groningue, Deventer, Goor, Kampen, Vollenhove, Coevorden).
Le dernier prince-évêque d'Utrecht fut Henri du Palatinat (1487-1552). Ce dernier, après un ultime soulèvement religieux, abandonna en 1528 l'administration de sa principauté à l'empereur Charles Quint, déjà duc de Brabant et comte de Hollande : c'en était fait désormais de l'indépendance politique d'Utrecht.
Largement touchée par le protestantisme, la seigneurie adhère en 1579 à l'union d'Utrecht des provinces insurgées contre Philippe II. Deux ans plus tard, elle apporte son soutien à l'acte de La Haye, proclamant la déchéance de Philippe de ses droits sur les Pays-Bas et marquant l'origine d'un nouvel État, les Provinces-Unies.